# Lương Cường
Lương Cường (geb. 15. August 1957 in der Stadt Việt Trì) ist ein vietnamesischer Armeegeneral und Politiker. Seit 21. Oktober 2024 ist er Staatspräsident der Sozialistischen Republik Vietnam und zugleich Vorsitzender des Verteidigungs- und Sicherheitsrats und damit Oberbefehlshaber der Vietnamesischen Volksarmee.

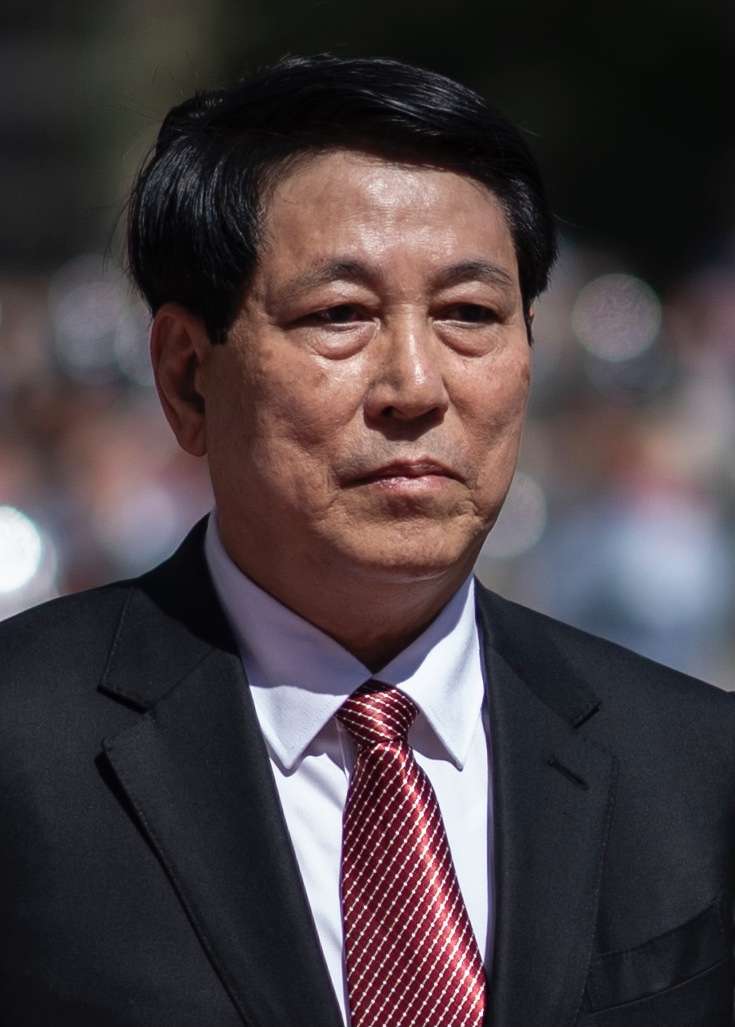
Der Präsident als Gast in Chile

## Karriere
Lương Cường (dt. Umschrift: Luong Cuong) studierte nach dem Abitur an der Parteihochschule Nguyen Ai Quoc, heutige Ho-Chi-Minh-Nationalakademie für Politik in Hanoi, und schloss sie mit dem Bachelor of Party building, State governance (sinngemäß: Bachelor in Parteiaufbau und Staatsführung) ab. 
Luong Cuong trat 1975 in die Vietnamesische Volksarmee (VVA) ein und brachte es in der Folge bis zum General.
Seit 1978 ist Cuong Mitglied der Kommunistischen Partei Vietnam und er erwarb „höchste Kenntnisse in der Politik“.
Im 21. Jahrhundert übte Luong Cuong unter anderem folgende Funktionen aus: 
- Mai 2003–März 2006: Stellvertretender Kommandeur für Politik, Sekretär des Parteikomitees des Armeekorps 2; Aufstieg zum Generalmajor (Februar 2006),
- April 2006–Dezember 2007: Politischer Kommissar, Sekretär des Parteikomitees des Armeekorps 2; Generalmajor,
- Januar 2008–Mai 2011: Mitglied des 11. Zentralkomitees (ZK) der Partei (Januar 2011); Politischer Kommissar, Sekretär des Parteikomitees der Militärregion 3; Aufstieg zum Generalleutnant (August 2009),
- Juni 2011–Dezember 2015: Mitglied des 11. ZK, stellvertretender Leiter der Generalabteilung für Politik der vietnamesischen Volksarmee (VVA), Sekretär des Parteikomitees der Generalabteilung für Politik,
- Januar 2016–April 2016: Sekretär des 12. ZK; stellvertretender Leiter der Generalabteilung für Politik der VVA; Generalleutnant,
- Mai 2016–Dezember 2020: Ständiges Mitglied des Sekretariats des Politbüros des 12. ZK, Mitglied des Ständigen Ausschusses der Zentralen Militärkommission (ZMK), Leiter der Generalabteilung für Politik der VVA, Leiter des Inspektionsausschusses der ZMK, Aufstieg zum General (Januar 2019), Mitglied des Zentralen Lenkungsausschusses für Korruptionsprävention und -kontrolle und Mitglied der Unterkommission für innere politische Sicherheit des ZK,
- Januar 2021–April 2024: Mitglied des Politbüros des 13. ZK, Mitglied des Ständigen Ausschusses der ZMK, Abgeordneter der 15. Nationalversammlung, Leiter der Allgemeinen Politischen Abteilung der VVA, Leiter des Inspektionsausschusses der ZMK, Mitglied des Zentralen Lenkungsausschusses für die Verhütung und Bekämpfung von Korruption und negativen Phänomenen und Mitglied der Unterkommission des ZK für die innere politische Sicherheit,
- seit Mai 2024: Mitglied des Politbüros des 13. ZK; ständiges Mitglied des Sekretariats des 13. ZK; Abgeordneter der 15. Nationalversammlung; stellvertretender Leiter des Zentralen Lenkungsausschusses für die Verhütung und Kontrolle von Korruption und negativen Phänomenen,
- Oktober 2024: Luong löste den vietnamesischen Präsidenten Tô Lâm ab, der nur fünf Monate im Amt war. Auch die Vorgänger traten wegen Korruption vorzeitig von ihren Ämtern zurück.[2]

Nguyen Khac Giang, ein Gast-Dozent am ISEAS–Yusof Ishak Institute von Singapur im Rahmen des Vietnam Studies Program, gab der Hoffnung vieler Vietnamesen Ausdruck, in dem er sagte: „Die Wahl von Cuong als neuer Staatspräsident war ein Schritt zur Stabilisierung des Systems nach der Periode der Turbulenzen“ („The appointment of Cuong as the new president was a “move to stabilize the system” after the period of turbulence“).
Ähnlich wie der deutsche Bundespräsident hat der vietnamesische Präsident keine großen politischen Befugnisse. Das eher repräsentative Amt rangiert nach dem des Parteivorsitzenden der Kommunistischen Partei Vietnams (KPV) und des Regierungschefs an dritter Stelle.
Cuongs erste Auslandsreisen führten ihn nach Südamerika, wo er Peru und Chile auf Einladung der jeweiligen Staatsoberhäupter einen Besuch abstattete und dann, vom 9. bis 16. November, an der Gipfelwoche der Asiatisch-Pazifische Wirtschaftsgemeinschaft (APEC) 2024 in Lima teilnahm. Er war in Begleitung einer großen Delegation mit hochrangigen Wirtschaftsfunktionären, Militärs und Ministern. Bei dieser Gelegenheit zogen die Vertreter von Vietnam, Peru und Chile eine Zwischenbilanz des bestehenden CPTPP-Abkommens. Gemäß den Statistiken des Vietnamesischen Ministeriums für Industrie und Handel gab es in den fünf Jahren seit Abschluss des Vertrags eine deutliche Steigerung des Handelsvolumens mit regionalen Märkten in Amerika (Kanada, Mexiko, Chile und Peru).
Berichterstatter der APEC-Konferenz betonen, dass 
- der Besuch dazu beitragen wird,[…] das politische Vertrauen weiter zu stärken, Kooperationsmöglichkeiten effektiv zu nutzen und die Beziehungen Vietnams zu Chile und Peru sowie der Region zu fördern,
- die Teilnahme des vietnamesischen Präsidenten an der APEC-Gipfelwoche zugleich den Beitrag Vietnams zur Lösung regionaler und nationaler Probleme auf globaler Ebene, insbesondere zur Förderung des Prozesses der internationalen Wirtschaftsintegration, hervorhebt und
- die Rolle der APEC als führendes Wirtschaftsforum stärkt, in dem drei Fünftel der größten Volkswirtschaften der Welt zusammengeschlossen sind.[4]

Die Wahl als Staatspräsident gilt bis zum Jahr 2026.